# کیسن، فوکوئوکا
کیسن، فوکوئوکا (به لاتین: Keisen, Fukuoka) یک منطقهٔ مسکونی در ژاپن است که در استان فوکوئوکا واقع شده‌است. کیسن  ۱۴٬۶۲۵ نفر جمعیت دارد.